# New Basket Brindisi
New Basket Brindisi ist ein italienischer Basketballverein aus Brindisi, der in der ersten italienischen Basketballliga Serie A gespielt hat.

## Geschichte
Der Verein ging aus dem 1992 in Ceglie Messapica gegründeten Basketballverein New Basket Ceglie hervor, der nach Auflösung des aus Brindisi stammenden Vereins Azzurra Brindisi im Jahr 2001 seine Spiele in der Serie B2 in Brindisi austrug. In der Spielzeit 2004/05 erfolgte die Umbenennung auf den heutigen Namen New Basket Brindisi.
In der Saison 2005/06 stieg man in die Serie B1 und damit die höchste Amateurklasse auf, in der man drei Spielzeiten verbrachte, bis 2008 der Aufstieg in die Profiklasse Legadue gelang. In der ersten Saison (2008/09) belegte man in der Legadue den 12. Platz. In der darauf folgenden zweiten Saison (2009/10) wurde mit Platz 1 der Aufstieg in die Serie A geschafft.
Aber bereits nach einer Saison (2010/11) in der Serie A erfolgte mit Platz 16 in der Regular Season der direkte Wiederabstieg. Nach einem Jahr in der Lega Due gelang 2012 der erneute Wiederaufstieg in die Serie A, nach dem 2. Platz in der Vorrunde und dem Playoff-Finalsieg gegen Pistoia.

## Platzierungen
Brindisi spielte zwischen der Saison 2012/13 und der Saison 2023/24 ununterbrochen in der Serie A. Dabei wurden folgende Platzierungen erreicht:
| Saison  | Serie A                    |
| ------- | -------------------------- |
| 2012/13 | 12. Platz                  |
| 2013/14 | 5. Platz (Viertelfinale)   |
| 2014/15 | 6. Platz (Viertelfinale)   |
| 2015/16 | 10. Platz                  |
| 2016/17 | 9. Platz                   |
| 2017/18 | 14. Platz                  |
| 2018/19 | 5. Platz (Viertelfinale)   |
| 2019/20 | 5. Platz bei Saisonabbruch |
| 2020/21 | 2. Platz (Halbfinale)      |
| 2021/22 | 11. Platz                  |
| 2022/23 | 7. Platz (Viertelfinale)   |

## Halle
Der Klub trägt seine Heimspiele im 3.534 Plätze umfassenden PalaPentassuglia aus.

## Namensgeschichte
In der Vereinsgeschichte gab es bislang drei Namenswechsel aufgrund von wechselnden Hauptsponsoren:
- Prefabbricati Pugliesi (bis 2008)
- Enel (2009–2017)
- Happy Casa (seit 2017)